# Neuer Zauckeroder Kunstschacht

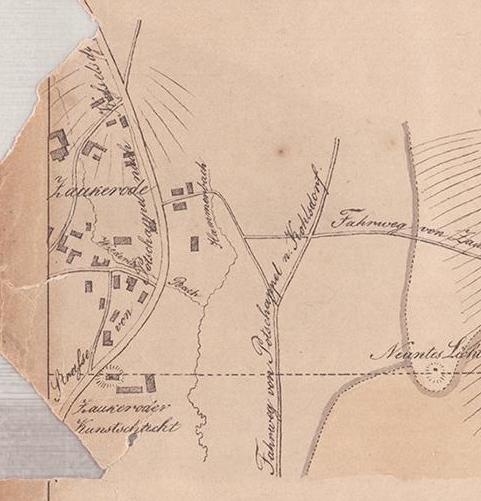
Lageplan des Zauckeroder Kunstschachtes (1831)

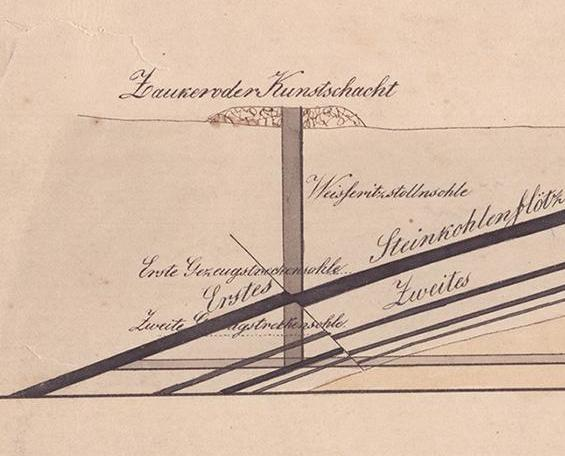
Vertikaler Durchschnitt durch den Kunstschacht (1831)

Der Zauckeroder Kunstschacht war ein Wasserhaltungs- und Förderschacht im Steinkohlenrevier des Döhlener Beckens auf dem Gebiet der Stadt Freital in Sachsen. Er diente der Entwässerung des Grubenfeldes links der Weißeritz, das zum Königlichen Steinkohlenwerk Zauckerode gehörte.

## Geschichte
Nach dem Ausfall des Zauckeroder Kunstschachtes infolge des Hochwassers der Wiederitz am 7. April 1808 wurde ab Juni 1809 der bei 190 m ü. NN angeschlagene Neue Kunstschacht geteuft. Im Verlauf des Französisch-Österreichischen Krieges kam es am 12. Juni 1809 zwischen Pennrich und Steinbach zu einem Gefecht zwischen sächsischen und österreichischen Truppen. Die Besetzung der Gegend und die Plünderungen durch die österreichischen Truppen führten vorübergehend zum Abbruch der Teufarbeiten. In der Folge wurden die Arbeiten fortgesetzt. Das oberschlächtige Kunstrad hatte einen Durchmesser von 22 Ellen (12,46 m). Es war in die Kunstradstube des Zauckeroder Kunstschachtes eingebaut worden. Die Verbindung zum Neuen Zauckeroder Kunstschacht erfolgte über ein 46 Lachter (91,20 m) langes Kunstgestänge.
Der Kunstschacht war inzwischen 52 m bis zur 1. Gezeugstrecke geteuft worden. An den Tiefen Weißeritzstolln wurde der Schacht bei 159 m NN über einen 115 m langen Querschlag angeschlossen. Der Schacht hatte jedoch noch keine Anbindung an die alten Grubenbaue, so dass bei seiner Inbetriebnahme Mitte November 1811, nur die Schachtwässer gehoben werden konnten. Am 9. Dezember erfolgte in der Sohle der 1. Gezeugstrecke mit einem Bohrloch der Durchschlag in den Zauckeroder Kunstschacht. Damit konnte das Zauckeroder Revier wieder gesümpft werden.
1815 wurde zur Untersuchung des Liegenden im Niveau der 1. Gezeugstrecke ein Querschlag in Richtung Norden getrieben. Hier traf man nach 33,70 m das 2. Flöz mit einer Mächtigkeit von 0,42 m an. Es bestand nur aus Brandschiefern und wurde auf Grund seiner rötlichen Färbung Fuchs genannt. Nach weiteren 19,80 m wurde das 3. Flöz durchfahren. Das 1,40 m mächtige Flöz besteht aus 2 Bänken mit einem Zwischenmittel von 0,57 m Mächtigkeit. 1816 untersuchte man das Flöz 38,90 m im Streichen. Bauwürdig war es aber nur auf einer Länge von 4 bis 6 m. Man gab die Untersuchung daraufhin auf.
In der am 26. Juli 1817 durch König Friedrich August I. erteilten Erlaubnis zum Bau des Tiefen Elbstollns fungierte der Kunstschacht als Endpunkt und 10. Lichtloch des in Cotta an der Elbe angesetzten Stollns. Der Schacht war zwischenzeitlich über die 2. Gezeugstrecke mit einer Teufe von 69 m bis in das Niveau des Elbstollns mit einer Teufe von 81 m niedergebracht worden. Bei einer Teufe von 63 m wurde das 3,50 m mächtige 1. Flöz durchteuft. Zur Hebung der beim Vortrieb des Stollns anfallenden Wässer aus dem Niveau des Elbstollns reichte das Kunstgezeug nicht mehr aus. Als Ersatz sollte eine Dampfmaschine errichtet werden. Die Genehmigung dazu erteilte der König am 5. September 1817. Die Maschine wurde unter der Anleitung des Maschinendirektors Christian Friedrich Brendel von dem Freiberger Werksmeister Carl Gottfried Röhling erbaut. Die geplante Fertigstellung der Maschine Ende 1818 musste mehrfach verschoben werden. Die neue Technik hatte ihre Tücken. Erst nach vielen Versuchen fand die Indienststellung am 4. Mai 1820 statt. Auch während des Betriebes kam es aufgrund von Änderungen an der Maschine immer wieder zum Stillstand. So mussten die wie üblich aus Holz gebauten Pumpensätze durch gusseiserne ersetzt werden. Bei der Inbetriebnahme der Maschine waren die Wässer bis zur 1. Gezeugstrecke aufgegangen. Erst am 24. Juli 1820 konnten alle 10 Pumpensätze der Maschine eingehängt werden. Zur Überwachung des Baus der Dampfmaschine war Carl Gottfried Röhling vom 1. Mai 1818 bis April 1820 als Maschinenmeister bei den Zauckeroder Steinkohlenwerken angestellt. Am 9. Juni 1920 konnte das Zauckeroder Kunstgezeug abgeschützt werden. Durch die Verbindung zum Revier Döhlen über die 1. Gezeugstrecke konnte am 26. September auch das Kunstgezeug im Alten Döhlener Kunstschacht abgeschützt werden. Am 23. November 1822 erfolgte der Durchschlag zwischen beiden Revieren auf der 2. Gezeugstrecke. Nach diesen Arbeiten wurde der Vortrieb des Tiefen Elbstollns vom Kunstschacht aus forciert. 1821 waren erst 22 Lachter (44 m) aufgefahren. 1823 wurde zur Bewetterung des Stollnortes im Schacht ein Harzer Wettersatz eingebaut. 1826 betrug die aufgefahrene Stollnlänge 240 Lachter (480 m). 1828 wurde das 9. Lichtloch erreicht.
Am 26. Juni 1824 kam es wieder zu einem Hochwasser, von dem die Grubenbaue in Mitleidenschaft gezogen wurden. Nach dem Ausfall des Kunstgezeuges am Döhlener Kunstschacht durch das Hochwasser der Weißeritz war die Dampfmaschine am Zauckeroder Kunstschacht nicht in der Lage, die gesamten zusitzenden Wässer zu heben. Das Wasser der Weißeritz stand 1,50 m über der Sohle des Tiefen Weißeritzstollns, so dass er die gehobenen Wässer nicht mehr abführen konnte. Die Dampfmaschine ging daraufhin außer Betrieb. Am 26. Juni 1824 entstand zudem im Bett der Wiederitz ein Tagesbruch, so dass pro Minute etwa 45 m³ Bachwasser in die Grubenbaue stürzten. Das Wasser in den Grubenbauen stieg daraufhin auf 33 m über der Elbstollnsohle. Die Sümpfung der Grubenbaue konnte erst am 10. Juli 1824 mit dem Döhlener Kunstschacht aufgenommen werden. Die Dampfmaschine des Zauckeroder Kunstschachtes ging erst am 31. August 1824 wieder in Betrieb. Die Gewältigung der Wässer konnte erst am 1. November 1824 abgeschlossen werden.
Um weiterhin Kohle fördern zu können, wurde das bis 2 m mächtige Flöz vom Ausstrich her oder mit kleinen bis 1,50 m tiefen Schächten abgebaut.
1832 wurde vom Kunstschacht aus in der Elbstollnsohle eine 118 m lange Strecke unter den ab 1833 geteuften Oppelschacht aufgefahren.
1840 wurde auf dem Oppelschacht eine Dampfmaschine in Betrieb genommen. Mit dieser Maschine übernahm der Oppelschacht die Wasserhaltung und die Kohleförderung des Zauckeroder Kunstschachtes. Dieser wurde daraufhin abgeworfen und verfüllt.